# Тёмный тигровый питон
Тёмный тигровый питон (лат. Python bivittatus) — очень крупная неядовитая змея семейства питонов.

## Описание

### Внешний вид
В природе может достигать в длину более 4 метров, но обычно встречаются особи длиной около 3,7 метра. Для диких питонов подтверждена длина до 5 метров и масса до 75 кг. Самки обычно крупнее и массивнее самцов. Рекордный экземпляр достигал в длину 5,74 метра. Это была змея, содержащаяся в неволе, — питон по кличке «Малышка» (англ. Baby), живший в Змеином парке-сафари в Иллинойсе (США).
Отличается от светлого тигрового питона (Python molurus) следующими признаками:
- отсутствием светлых «глазков» в центрах пятен, расположенных на боках туловища;
- хорошо очерченным ромбовидным пятном на голове;
- обычно более темной окраской, в которой доминируют тёмно-коричневые, оливково-коричневые, буроватые тона.

### Распространение
Обитает в Мьянме, Восточной Индии, Непале, Вьетнаме, Камбодже, Таиланде, южном Китае (включая остров Хайнань), Малайзии, Индокитае. Отсутствует на Борнео и Суматре, однако водится на Яве, Сулавеси и на некоторых мелких островах Индонезии.
Тёмный тигровый питон непреднамеренно интродуцирован в штате Флорида (США), где его численность стала очень большой и стала представлять огромную угрозу для местных видов животных, в особенности для теплокровных.

### Образ жизни

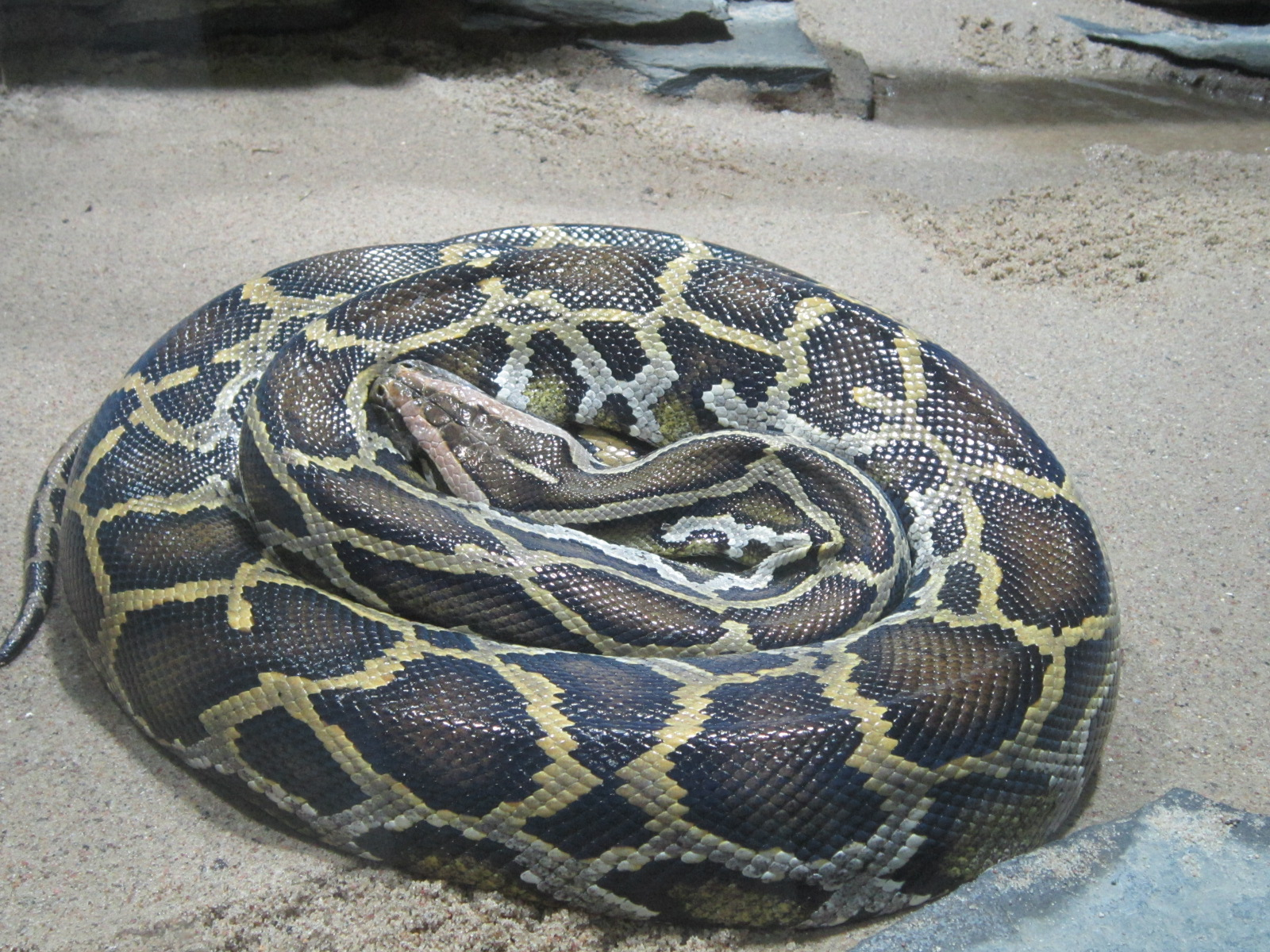
Тёмный тигровый питон в Берлинском зоопарке

Тёмные тигровые питоны обитают во влажных тропических лесах, джунглях с открытыми полянами, в болотах, скалистых предгорьях, речных долинах. Предпочитают селиться поблизости от постоянных водоемов. Питоны хорошо плавают и ныряют, способны находиться под водой до получаса. Молодые особи неплохо лазают по деревьям, но взрослые питоны из-за своей большой массы предпочитают вести в основном наземный образ жизни. Иногда питоны встречаются вблизи человеческих поселений, куда их привлекает обилие синантропных грызунов.
Активны преимущественно в ночное время.
В северной части своего ареала тёмный тигровый питон в течение нескольких холодных месяцев в году может находиться в состоянии покоя. При этом змеи неактивны, перестают питаться и скрываются в пустых стволах деревьев, норах или пещерах. Такое подобие спячки способствует подготовке репродуктивных органов (как самцов, так и самок) для предстоящего сезона размножения.
Основными природными врагами тёмных тигровых питонов являются крокодилы. Иногда на них также могут нападать тигры и леопарды.

### Питание
Тёмные тигровые питоны, как и все змеи, являются хищниками и питаются различными млекопитающими и птицами. Добычей питонов становятся различные грызуны (включая дикобразов), обезьяны, циветты, шакалы, водоплавающие и куриные птицы, голуби, крупные ящерицы (например, бенгальские вараны). Могут нападать на домашних животных и птицу. По мере роста крупные особи способны убивать и заглатывать такую добычу как молодые или мелкие олени, козы и свиньи.
Животных, служащих им пищей, питоны обнаруживают в основном по запаху и по тепловому излучению с помощью ямок—термолокаторов, расположенных на верхнегубных щитках. Охотятся из засады. Добычу хватают зубами и убивают, удушая в кольцах тела. Питоны способны заглатывать очень крупную добычу, но могут и подолгу голодать.

### Размножение
Тёмные тигровые питоны могут спариваться в начале весны (в марте—апреле). И у самца, и у самки есть небольшие коготки по бокам от анального отверстия — так называемые анальные шпоры (рудименты задних конечностей). У самца анальные шпоры крупнее, при спаривании он царапает ими самку и трется о её тело. Копуляция продолжается несколько часов. В июне, через 60—155 дней после спаривания самки откладывают яйца. Величина кладки тигрового питона в среднем 12-36 яиц, но известны и гораздо более крупные кладки. Количество отложенных яиц зависит от величины и состояния здоровья самки. Самка остается рядом с кладкой в течение 55—85 дней, свернувшись вокруг неё. Самки питонов способны самостоятельно согревать кладку, повышая температуру внутри колец своего тела на несколько градусов за счет мышечных сокращений. Молодые змеи вылупляются в августе. Детеныши питонов часто в течение некоторого времени остаются внутри яиц. Питаться молодые змеи начинают после первой линьки.

## Охранный статус
Темный тигровый питон внесен в Приложение II Конвенции о международной торговле CITES.

## Значение для человека
В Юго-Восточной Азии мясо тигровых питонов употребляется в пищу местным населением. Из кожи крупных питонов изготавливаются различные предметы одежды и обуви.
Местные жители нередко держат тигровых питонов в домах из суеверных побуждений, а также для избавления от крыс и мышей.
Красивая окраска, относительно спокойный и неагрессивный характер сделали темного тигрового питона одной из наиболее популярных змей, содержащихся в неволе. Их содержат во многих зоопарках и цирках. Несмотря на его крупный размер, этого питона можно часто увидеть в террариумах у любителей экзотических животных.

## Содержание в неволе

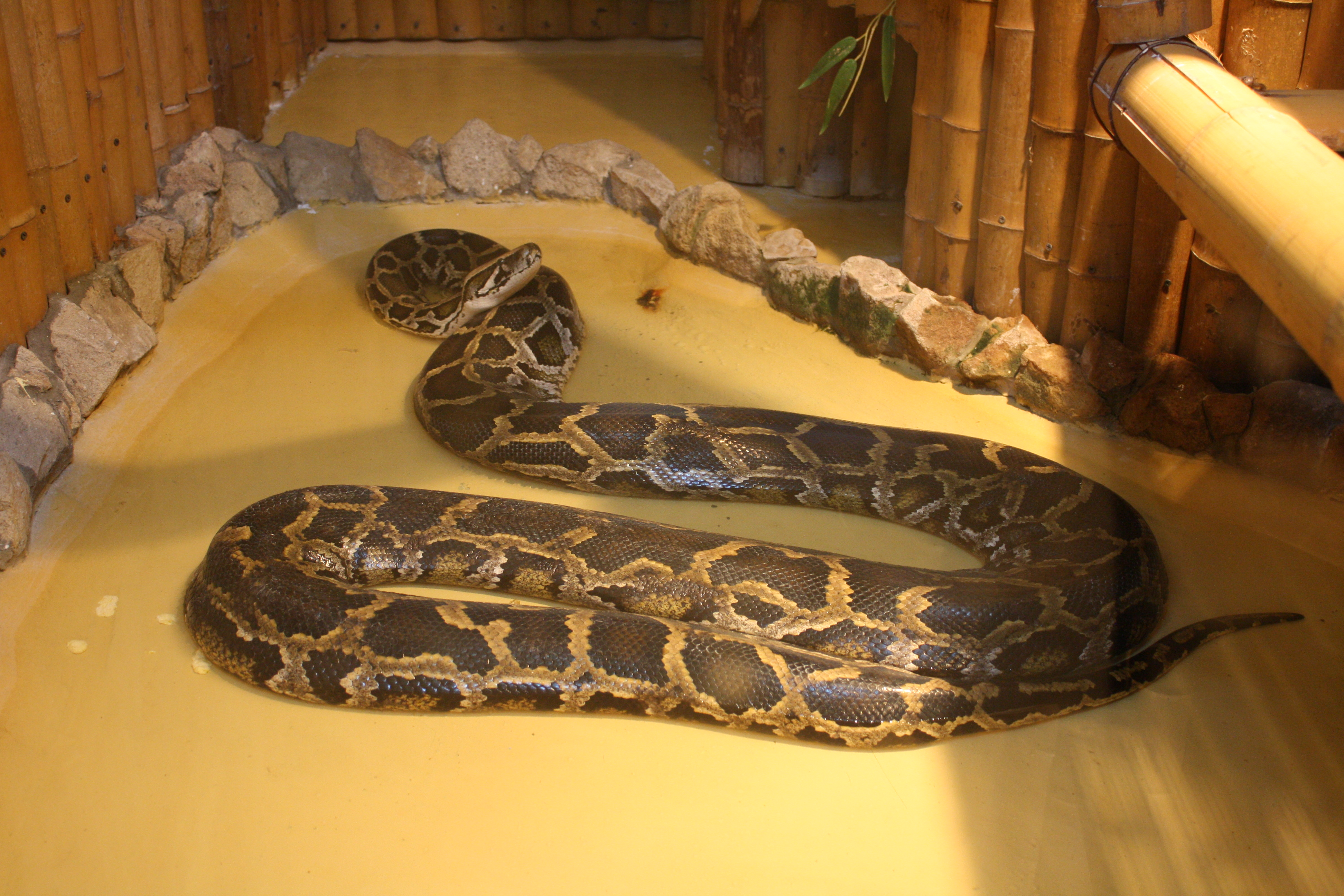
Тёмный тигровый питон в террариуме

Для содержания тёмных тигровых питонов используются просторные террариумы горизонтального типа с хорошей вентиляцией. В качестве подстилки применяют опилки, синтетические коврики или бумагу. Обязателен большой бассейн, в котором питон мог бы купаться. Это особенно важно для правильной линьки змеи. Чтобы дать животным возможность для лазания, можно установить в террариуме толстые и прочные коряги, ветви деревьев или прикрепить к стенкам террариума полочки. Растения в террариумы с питонами не помещают, так как крупные тяжелые змеи быстро их ломают. Температура в тёплом углу террариума днем — до 30—32°С, ночью — 24—26°С. Для поддержания нужной температуры используют специальные термошнуры и термоковрики. Для поддержания высокой влажности воздуха террариум и змею регулярно опрыскивают теплой водой.

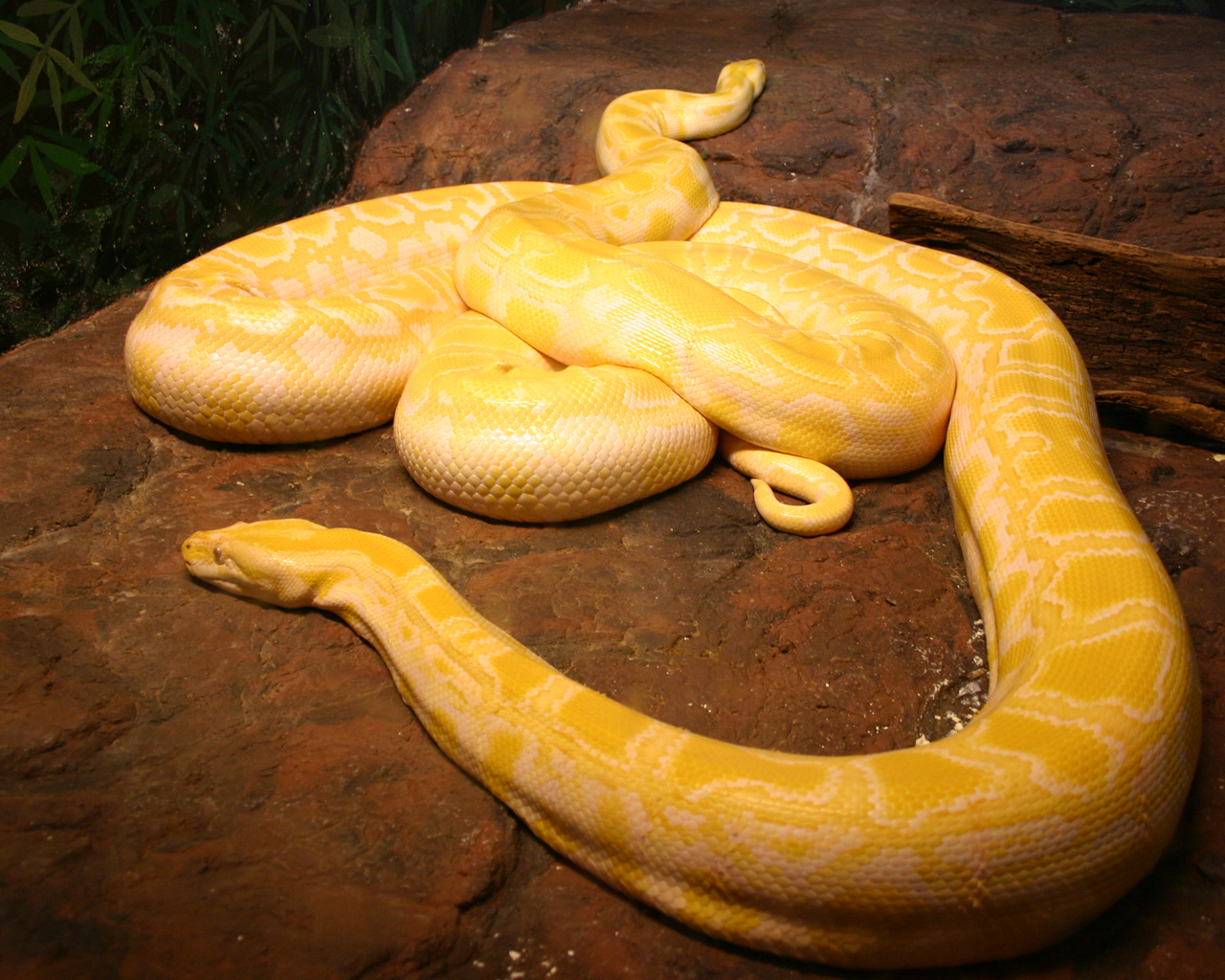
Альбиносы тёмного тигрового питона

Кормят тигровых питонов в зависимости от размеров кормовыми грызунами (мышами, хомячками,крысами), кроликами, морскими свинками перепелами, курами. Молодых змей кормят один раз в неделю, взрослых — не чаще одного раза в 8—10 дней. Важно не перекармливать питонов, так как они могут съесть очень много и редко отказываются от пищи, но при этом склонны к ожирению, что часто приводит к смерти животного.
Тигровые питоны хорошо размножаются в неволе. Путём селекции удалось вывести и закрепить множество цветовых морф тигрового питона, из которых особой популярностью у террариумистов пользуются питоны—альбиносы. В неволе также были получены гибриды тёмного тигрового питона с сетчатым (Python reticulatus), королевским (Python regius) и иероглифовым (Python sebae) питонами.
В возрасте 2,5—4 лет они становятся половозрелыми (хотя известен случай беременности самки возрастом 1,5 года), но продолжают медленно расти в течение всей жизни. Максимальная продолжительность жизни тигрового питона в неволе — 25 лет.
Несмотря на обычно миролюбивое поведение и спокойных характер, даже содержащиеся длительное время в неволе тигровые питоны при неправильном обращении могут представлять определённую опасность для человека. Укусы небольших питонов не страшны, но крупная змея может серьёзно поранить человека. Чаще всего питон нападает на хозяина, если тот забывает помыть руки после кролика или другого кормового животного, а так как обоняние у питонов развито очень хорошо, змея не задумываясь, «нападает» на руку.

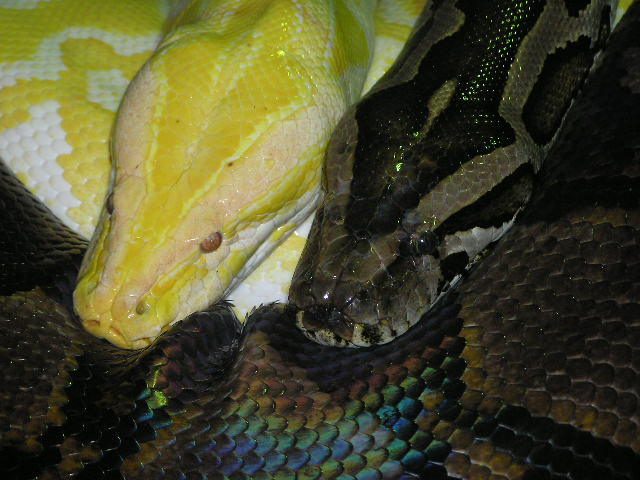
Тёмные тигровые питоны: природной окраски и альбинос
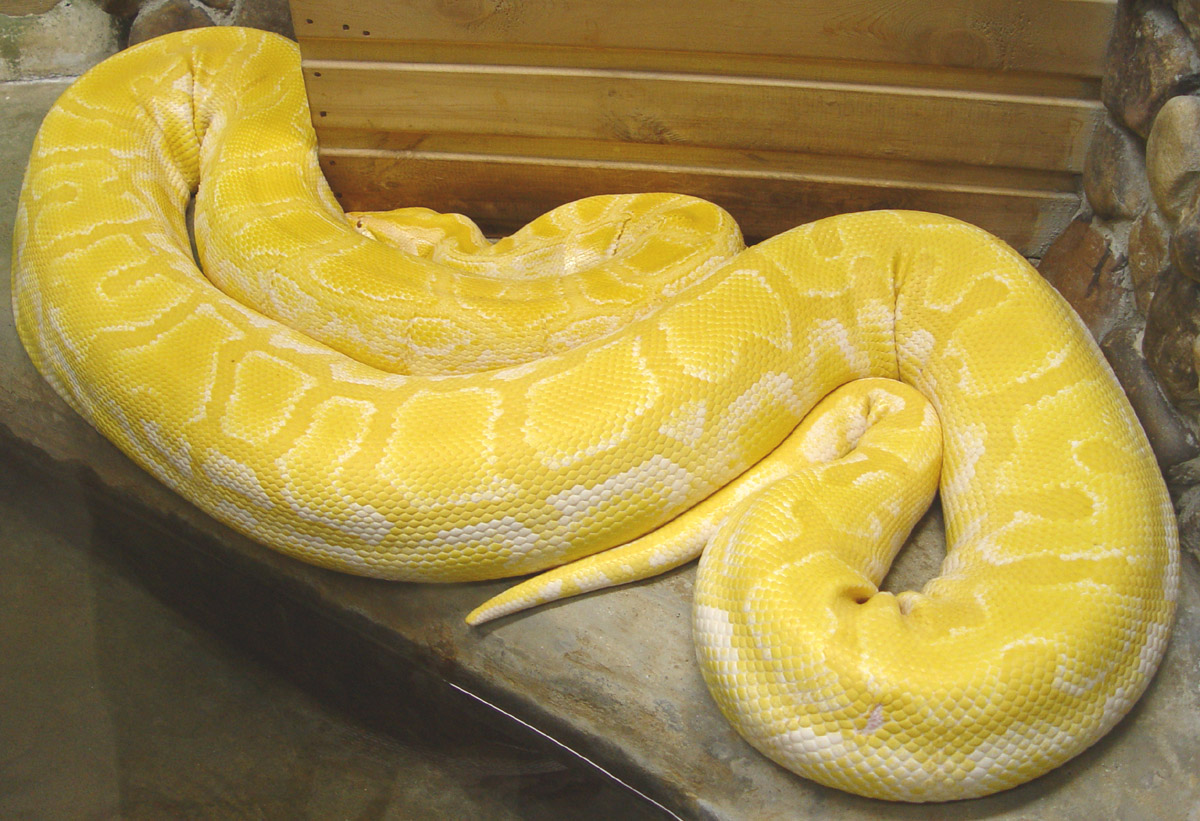
Альбинос тёмного тигрового питона
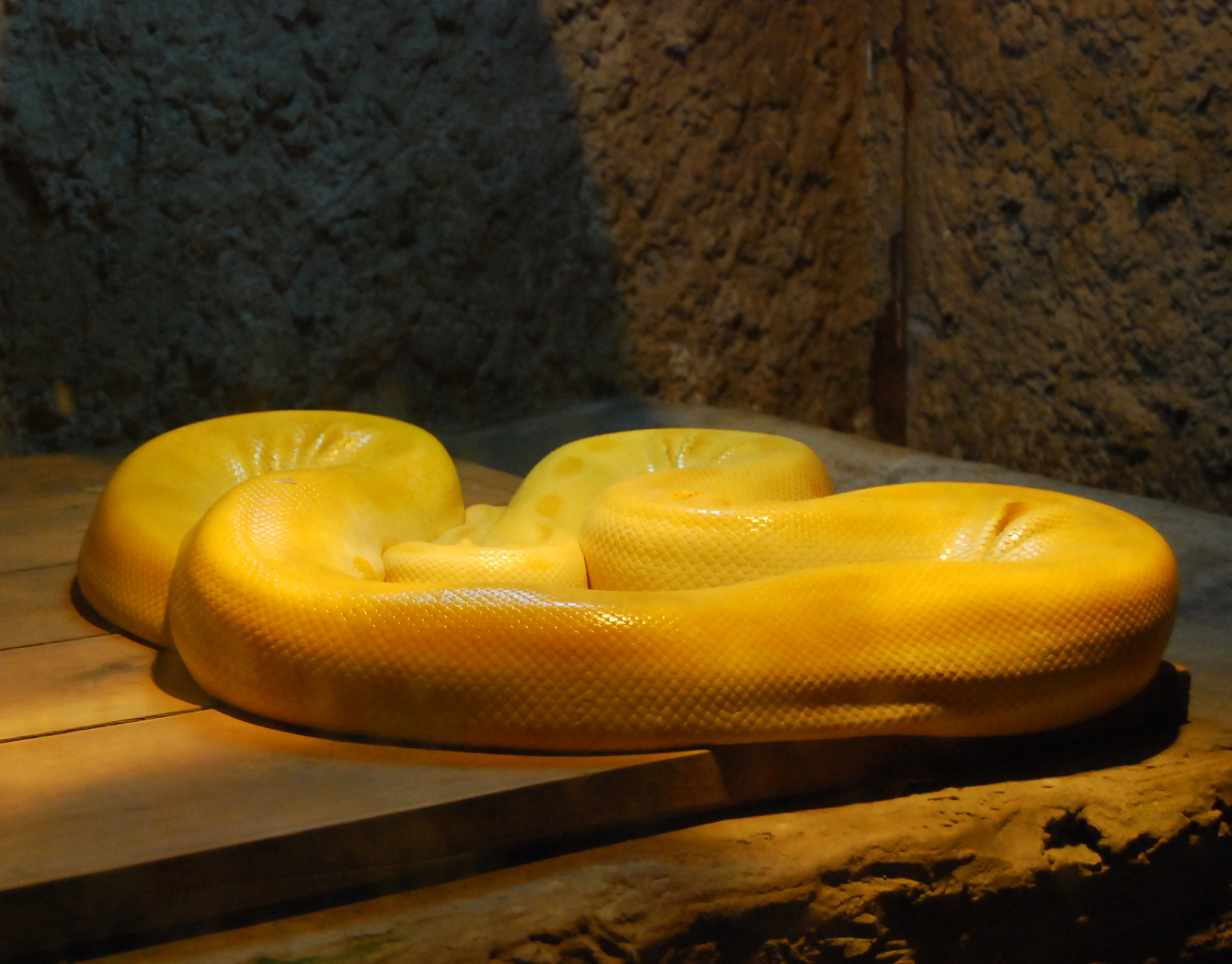
Тигровый питон морфы «albino green»

## Инвазивное распространение в США

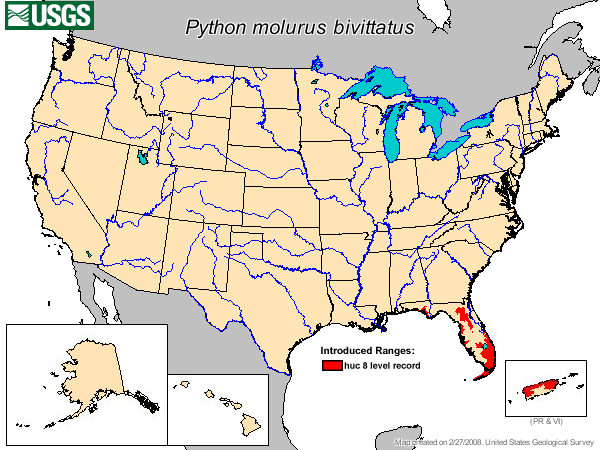
Распространение тигрового питона в США

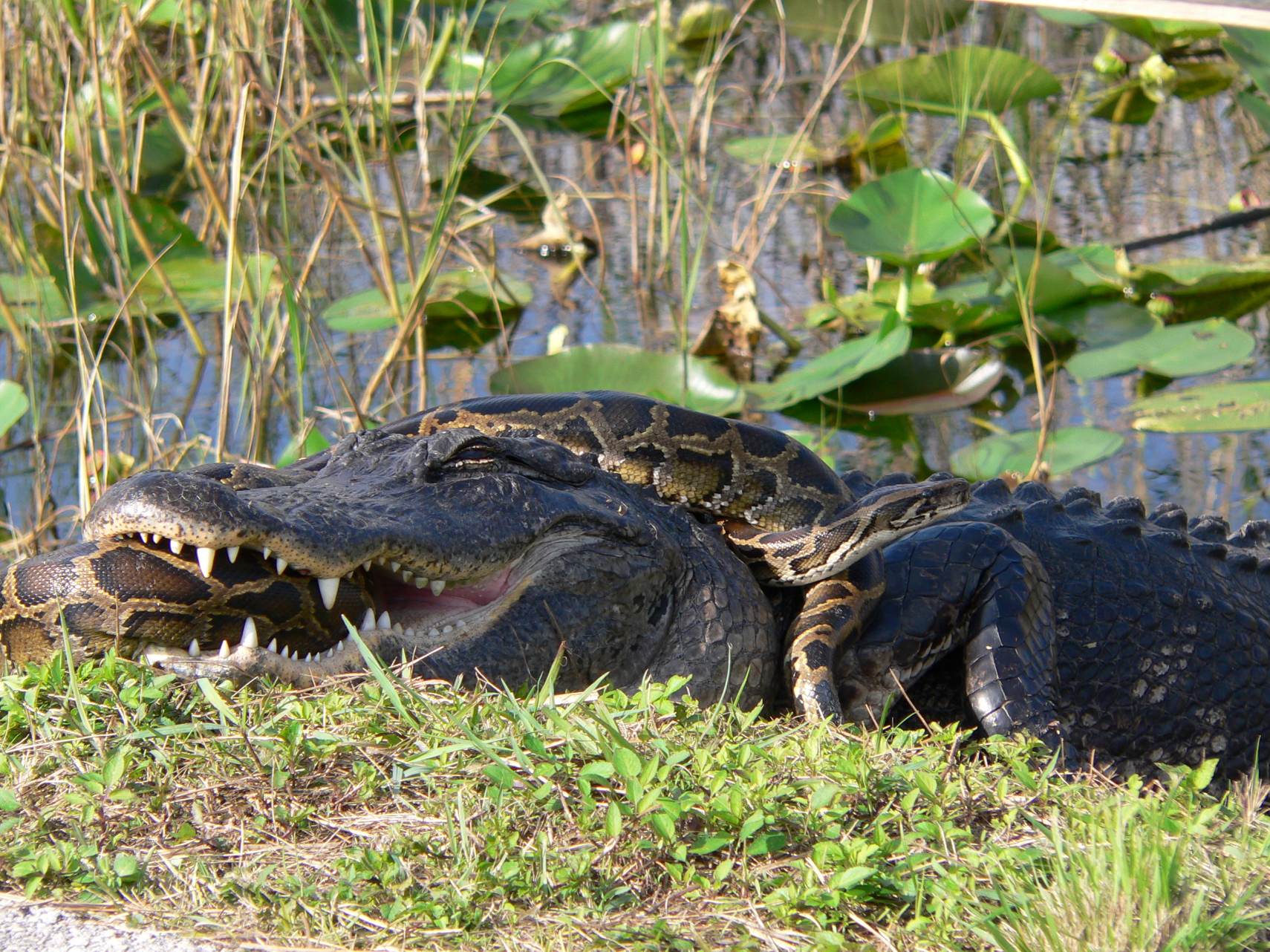
Аллигатор, поймавший тигрового питона

Популярность тёмного тигрового питона в качестве домашнего животного в США привела к некоторым необычным и довольно серьёзным проблемам. Люди, которым надоедали их питоны, и те, которые не имели возможности содержать ставших слишком большими змей, избавлялись от них, выпуская в дикую природу. Особенно крупные масштабы эта проблема приобрела в штате Флорида, где большое количество выпущенных бывшими хозяевами питонов обосновалось в национальном парке Эверглейдс. Благодаря тёплому и влажному климату южного штата они хорошо прижились там, начали размножаться и стали вредным инвазивным видом. В благоприятном для себя климате Флориды тигровые питоны достигли значительной численности и размеров, в отдельных случая вырастая до 5,5 метров. Такие крупные экземпляры могут считаться полноценными высшими хищниками, наравне с флоридскими пумами, и время от времени охотиться на ту же добычу, на которую охотятся и пумы. В Эверглейдсе тигровые питоны часто сталкиваются с миссисипскими аллигаторами, причем иногда питоны нападают на молодых аллигаторов и поедают их, а чаще — крупные аллигаторы поедают питонов. Поскольку тигровые питоны поедают птиц редких и исчезающих видов, а также небольших млекопитающих, эти змеи представляют новую угрозу для хрупкой экосистемы национального парка.
Во Флориде введена в действие программа по оплачиваемому истреблению этого вида питонов.